# Tanel Kangert
Tanel Kangert (nascido em 11 de março de 1987) é um ciclista de estrada estoniano, que atualmente alinha pela equipe da UCI ProTour, Astana. Após a temporada de 2009, ele foi demitido por sua equipe, Ag2r-La Mondiale, por causa de uma lesão no joelho que quase o fez perder a carreira. Participou nos Jogos Olímpicos de Pequim 2008, onde terminou em 68º na prova de estrada.